# Издательство Ратгерского университета
Издательство Ратгерского университета (англ. Rutgers University Press) — американский некоммерческий издательский дом, основанный в 1936 году и функционирующий под покровительством Ратгерского университета. Специализируется на публикации научной литературы по гуманитарным и общественным наукам, а также литературы по штату Нью-Джерси. Наиболее известные издания: «The Collected Works of Abraham Lincoln», «Black Athena», «A Short History of Film», «The History of Interest Rates», «Quicksand and Passing», «Looking for America on the New Jersey Turnpike», «Jersey Diners» и «Twin Towers».